# Зингер, Авром
Авром Зингер (1864, Копыль Минской губернии — 1920, Бобруйск) —  еврейский прозаик, переводчик, педагог.

## Биография
В десять лет остался сиротой. Учился в иешивах Копыля, Минска, Слуцка, Пинска и Мира. С 1888 жил в Варшаве, был учителем древнееврейского.
Начиная с 1885 писал рассказы на иврите, которые были опубликованы в периодических изданиях «Ха-Мелиц», «Кнесет Исраэль», «Хаасиф», «Ахиасаф». На идише дебютировал рассказом «Цвей сдорим» в 1901 в еженедельнике «Дер юд», а позднее печатался в «Дер вег» и «Унзер лебн».
В 1896 перевёл с английского на иврит «Хижину дяди Тома» Г. Бичер-Стоу.
Умер от тифа.

## Произведения
- «Маскат кала», 1885;
- «Хават решаим», 1888;
- «Аль эм хадерех», 1889;
- «Царат хабит», 1889;
- «Ханешома хаахарона»;
- «Мишут ба-арец», 1890;
- «Корбан хайом», 1893;
- «Девар коль хазон», 1894;
- «Бли текума», 1903